# Solzice

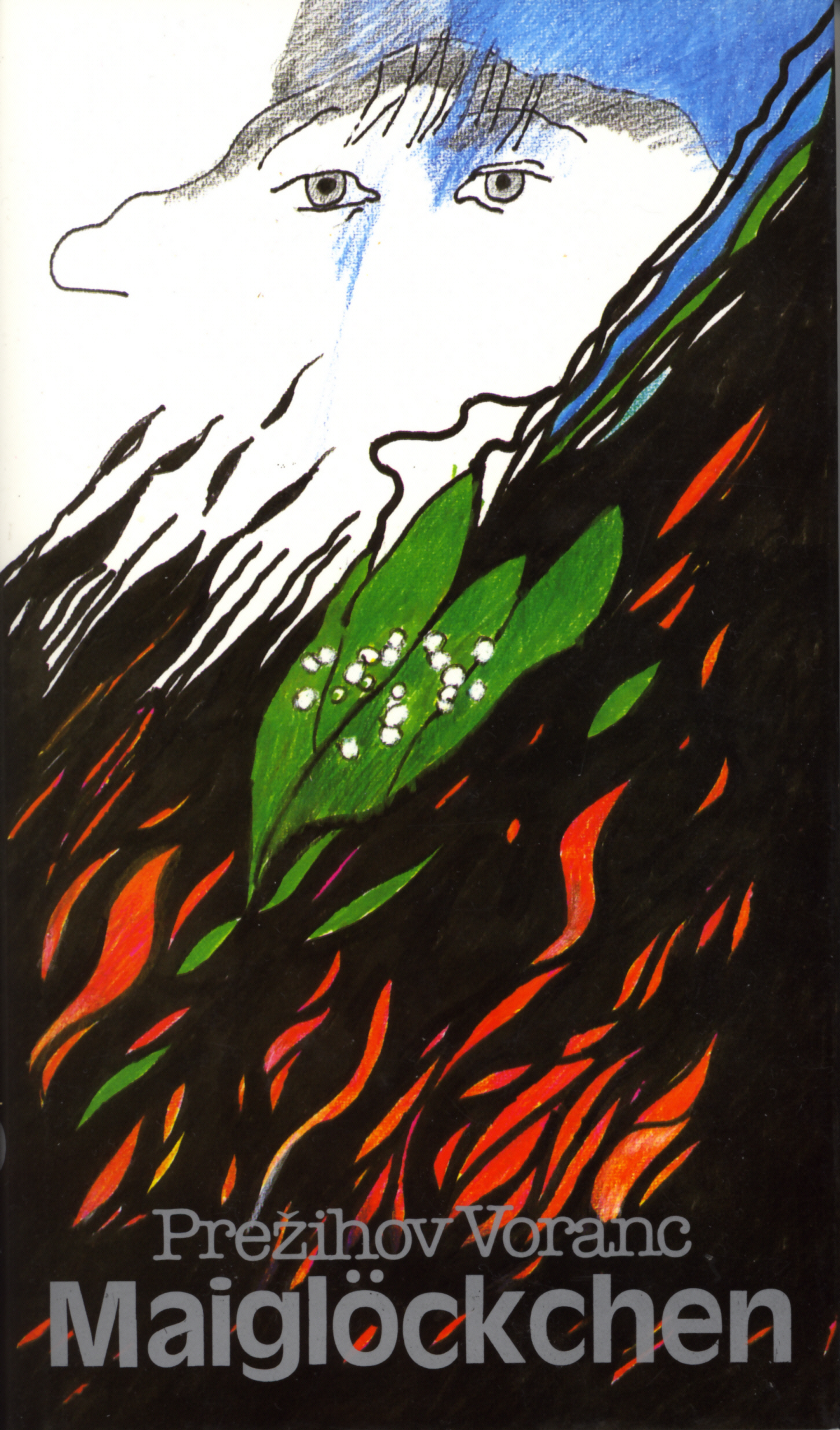
Prežihov Voranc, Maiglöckchen. Deutsche Ausgabe Drava Verlag, 1985

Solzice ist ein Erzählband des slowenischen Schriftstellers Prežihov Voranc (1893–1950), der 1949 erschienen ist. Die deutsche Übersetzung lautet Maiglöckchen.

## Inhalt
Der schmale Band enthält 11 Kindheitsgeschichten, in denen der Autor autobiographische Erinnerungen an seine Kindheit im slowenisch besiedelten kärntnerischen Köttlach, das nach dem Ersten Weltkrieg zu Jugoslawien kam, schildert. Diese Erinnerungen und kleinen Erlebnisse sind ungeschönt und realistisch wiedergegeben, strahlen aber dennoch große menschliche Wärme aus. Der kommunistische Autor, dessen Werk man dem sozialen Realismus zuordnen kann, benützt seine Weltanschauung, wie auch in seinen anderen Werken, nicht zu tendenziöser oder propagandistischer Darstellung, sondern schildert realistisch und menschlich-allgemeingültig.
Prežihov Voranc wuchs als Sohn eines Pächters auf einem sogenannten Keuschlerhof auf. Die Erzählungen behandeln entweder eigene Erlebnisse der Kindheit oder Erlebnisse von Kindern seiner Umgebung. In ihnen spiegelt sich der harte Alltag im slowenischen kleinbäuerlichen Milieu Kärntens um 1900. Darüber hinaus wird psychologisch sehr gut die kindliche Psyche mit ihren Ängsten geschildert. Auch schöne Naturbeschreibungen finden sich in den kurzen Geschichten.
Die einzelnen Erzählungen des Bandes:
Maiglöckchen. Die Titelgeschichte schildert eigene Erlebnisse des Autors aus seiner vorschulischen Zeit, als er bereits in aller Herrgottsfrühe die Schafe seines Vaters auf die Weide treiben musste. Vor einer Schlucht, die allgemein die "Hölle" genannt wurde, in der aber zahlreiche Pflanzen wuchsen, fürchtete sich der kleine Hirt sehr. Nachdem er einmal eine Notlüge gebraucht hatte, um sich aus dieser Schlucht entfernen zu können, schickte ihn der Vater nicht mehr dorthin. Später hörte er jedoch einmal den Wunsch seiner Mutter, Maiglöckchen in die Kirche mitnehmen zu wollen. Doch dafür war es in dieser Jahreszeit schon zu spät. Nur in der "Hölle" wuchsen noch welche. Da überwand der Knabe seine Furcht, stand zeitig in der Früh auf und schlich, ohne dass die Eltern es bemerkten in die Schlucht, von wo er seiner Mutter die gewünschten Blumen heimbrachte.
Die Belohnung. Lenčka und Anej waren die Kinder eines Holzfällers. Als eines Tages der Waldbesitzer dem Vater einen Auftrag zum Fällen einer bestimmten Menge Holzes gab, half die ganze Familie, auch die Kinder, eifrig mit. Die Aussicht auf die versprochene Entlohnung trieb den Vater an, der sich bereits ausmalte, was er mit dem verdienten Geld anschaffen wollte. Bei einem Inspektionsbesuch des Besitzers veranlasste der Vater diesen, den helfenden Kindern eine Belohnung in Aussicht zu stellen. Auch die Kinder träumten nun davon, was sie mit der Belohnung tun wollten. Doch als nach Wochen die Arbeit getan war, bezahlte der Besitzer unter Hinweis auf die schlechten Zeiten dem Vater nur einen Bruchteil von dem, was er ihm versprochen hatte. Die Kinder erhielten nichts. Der Eindruck dieser als ungerecht empfundenen Behandlung weckte in ihnen den Wunsch, später, wenn sie groß sein würden, hinunter ins Tal zu gehen, um dort einmal zu verdienen, was dem Vater auf dem Berg oben versagt blieb. Diese Geschichte spielt bereits in der jugoslawischen Zeit.
Der behämmerte Kramoh. Der Waise Vinzenz kränkte sich besonders, wenn man ihm den Spitznamen "behämmerter Kramoh" gab, wie es die anderen Kinder unbedacht taten. Als einmal beim Spielen auch der Autor dies tat, und er danach dessen Tränen bemerkte und erkannte, wie sehr ihn dies verletzt hatte, war der Autor von dieser gedankenlosen Angewohnheit geheilt und verteidigte künftig den Vinzenz, wenn er von anderen wieder einmal beleidigt wurde.
Schmerz. Als der sechsjährige Autor zur Schule gehen musste, tat er dies sehr ungern. Der Weg vom Berg hinunter ins Tal war weit und im Winter auch gefährlich, denn auf ihm fuhren die schweren Schlitten beladen mit Holz hinunter, denen es auszuweichen galt. Eines Tages sprang der Bub vor so einem herannahenden Schlitten zur Seite und blieb unter einem Baum im Schnee liegen, da ihm dies dort recht angenehm vorkam. Doch bald verlor er das Bewusstsein und konnte im letzten Moment von seinem ihn suchen gegangenen Vater vor dem Erfrieren gerettet werden. Als er einmal vom Berg aus beobachtete, wie ein Feuer im Tal ein Haus nach dem anderen erfasste, sogar die Kirche, blieb zu seinem Leidwesen gerade das Schulgebäude, als eines der wenigen, vom Brand verschont stehen. So musste er auch weiterhin seinen Weg in die ungeliebte Schule antreten.
Die linke Rocktasche. Bei den Nachbarn war man noch ärmer als im eigenen Haus. Als dort die Mutter der fünf Kinder gestorben war, kamen diese immer wieder gerne in das Elternhaus des Autors hinüber, weil sie hier etwas zu essen bekamen und freundlich behandelt wurde. In humorvoller Weise schildert Prežihov Voranc, wie seine Mutter die Kinder regelmäßig nach Neuigkeiten im Nachbarhaus ausfragte und ihnen Brot oder Kleidung schenkte. Da ihre Eltern (der Vater hatte eine Stiefmutter ins Haus gebracht) dies nicht gern sahen, weil sie sich ihrer Armut schämten, wurden sie nach dem Heimkommen immer geschlagen und wollten deshalb nie den Nachhauseweg antreten. Da versüßte ihnen die Mutter den Abschied, indem sie ihnen in ihre Taschen Trockenobst und Nüsse steckte. Als der Jüngste einmal eine viel zu große abgetragene Jacke anhatte, hätte sie beinahe übersehen, dass der Kleine auch eine linke Rocktasche hatte. Darauf aufmerksam gemacht, holte sie das Versäumte schnell nach und füllte ihm auch diese voll. In der Erzählung spiegeln sich die bittere Armut und die Wohnverhältnisse in einer Keusche der damaligen Zeit.
Höhere Mathematik. Der junge Korej interessiert sich besonders für das Bergwerk im Ort, wo auch sein Vater in der Verwaltung arbeitet. Korej treibt sich den ganzen Tag vor dem Bergwerk herum, in dem auch er einmal arbeiten möchte, und beobachtet genau, was dort im Einzelnen gearbeitet wird. Als er sieht (er kann schon gut lesen und schreiben), wie sein Vater falsche Zahlen aufschreibt, kann er sich dies zunächst nicht erklären. In der Nacht wird er dann Zeuge, wie sein Vater in einem Gespräch mit der Mutter erzählt, dass er mit einem Holzhändler, der für das Bergwerk Holz liefert, eine Abmachung hatte, mit der das Bergwerk betrogen wurde und wofür der Vater Bestechungsgeschenke erhielt. In dieser Nacht endete die kindliche Unbefangenheit Korejs.
Guten Morgen. In dieser Geschichte schildert der Autor den Konflikt, als ihm als Kind in der Schule vom Lehrer beigebracht wurde auf Deutsch zu grüßen, der national eingestellte Vater ihm dies aber verbot. Außerhalb der Schule sollte er nach dem Willen des Vaters nur slowenisch grüßen. Zunächst erwies sich die Erziehung in der Schule als stärker. Als er aber einmal seine Schafe hütete und einem Unbekannten begegnete, grüßte er diesen nach einigem Überlegen auf Deutsch. Der Mann antwortete ihm slowenisch, sodass sich der Knabe schämte und fortan keine Gewissensbisse mehr hatte, wenn er den Anweisungen der Schule in Zukunft nicht mehr folgte.
Der erste Brief. Ähnlich ist die Thematik in dieser Erzählung. Dem Bruder, der in Klagenfurt aufs Gymnasium ging, sollte ein Brief geschrieben werden. Da der Autor in der Schule Schreiben gelernt hatte, musste er nun auch zum ersten Mal einen Brief schreiben. Als die Mutter ihm den Inhalt angesagt hatte und der Brief nach vielen Schwierigkeiten endlich fertig war, mischte sich plötzlich der Vater ein, als nur mehr die Adresse auf das Kuvert zu schreiben war. Der Bruder hatte seine Adresse mit Klagenfurt vorgegeben. Doch der nationalistische Vater bestand entgegen allen Bedenken der eher pragmatisch eingestellten Mutter, die darauf bedacht war, dass ihr Sohn den Brief auch wirklich erhielt, darauf, auf das Kuvert die slowenische Bezeichnung der Stadt, Celovec, zu setzen, egal ob die Post den Brief nun korrekt ablieferte oder nicht.
Drei Ostergaben. Zu Ostern war es Brauch seinen Patenkindern Ostergeschenke zu schicken, die aus einem Reindling genannten Gebäck, einem Osterei und einem Geldstück bestanden. Diese Geschenke sollten möglichst großzügig ausfallen. Da der Vater aber darauf bestand, seinem Patenkind nur ein möglichst kleines Geldstück zu schicken, geriet der Autor in nicht geringe Beschämung, als er unterwegs mit seinem Geschenk zwei anderen Kindern begegnete, die ebenfalls ihre Ostergeschenke austrugen, wobei eines davon ihm selber galt. Beim Vergleichen der Geschenke stellte sich nämlich heraus, dass sein zu überbringendes Geschenk das allermickrigste war, während er selber ein großes Geldstück erhalten sollte. In seiner Beschämung nahm er die ihm geschenkte Münze und steckte sie in das Geschenk, das er zu überbringen hatte. Dabei hatte er nicht bedacht, dass seine Eltern bereits mit dem Geld gerechnet hatten, mit dem dem Kind verschiedene Kleidungsstücke gekauft werden hätten sollen, und das ihnen nun fehlte.
Erster Mai. In dieser Geschichte erzählt der Autor neben besonders schönen Naturschilderungen sein Erlebnis, als er zum ersten Mal beim Schafehüten einer Gruppe Fabrikarbeitern begegnet, die den Ersten Mai feiern, und auch ihm eine rote Nelke schenken. Seither hatte sich seine negative Einstellung den Arbeitern gegenüber, die der Vater nicht leiden konnte, geändert.
Das Stoppelfeld. Die Geschichte schildert die Beschämung des schon größeren Autors, als er seine alte Großmutter auf dem Feld Haiden schneiden sieht. Es sollte das letzte Mal sein, dass sich die Großmutter der schweren Arbeit unterzog, ehe sie starb.
Prežihov Voranc sagte selbst über sein Buch: "Den Pädagogen, die oft denken, dass Kinder Spielzeug sind, wollte ich beweisen, dass Kinder Menschen sind, richtige Menschen, die fühlen und denken und häufig das Leben um sich herum tiefer und stärker erleben als Erwachsene."

## Ausgaben
Solzice ist das letzte Buch von Prežihov Voranc, das er ein Jahr vor seinem Tod 1949 veröffentlichte. Der Autor lebte damals eher zurückgezogen und von der Welt desillusioniert in seiner Heimat und befasste sich dort mit der Landwirtschaft, obwohl er vom kommunistischen Staat ehrenvolle Funktionen erhalten hatte. Mit seinem letzten Werk kehrte er thematisch zu seinen Kinderjahren zurück. Solzice wurde besonders in Jugoslawien als Jugendbuch und Schullektüre benutzt und ist dasjenige Werk von Prežihov Voranc, das am häufigsten aufgelegt und übersetzt wurde. 1950 wurde der Autor für Solzice mit dem Prešeren-Preis ausgezeichnet.
- Prežihov Voranc: Solzice. Ljubljana: Mladinska knjiga, 1949
- weitere Ausgaben 1956, 1964, 1967, 1968, 1971, 1973, 1976, 1977, 1978, 1981, 1983, 1985, 1988, 2002
- Lovro Kuhar - Prežihov Voranc: Zbrano delo Bd. 3. Darin u. a. auch Solzice. Ljubljana: Državna založba Slovenije, 1971
- Prežihov Voranc: Greh na odoru/Solzice/Gosposvetsko polje. Ljubljana: Mladinska knjiga, 1979
- Prežihov Voranc Bd. 2. Samorastniki; Potopisne slike in reportaže; Solzice. Ljubljana: DZS, 2000
- Prežihov Voranc: Solzice. Ljubljana: Karantanija, 2000
- Prežihov Voranc: Solzice. Ljubljana: Prežihova ustanova, 2003, ISBN 961-238-225-5

## Übersetzungen

### Albanisch
- Prezhihov Voranc: Lulet e Shëngjergjit. Belgrad: Decja knjiga, 1951
- Nazor, Qopiq, Glishio e Voranc: Tregime nga lektyra shkollore. Prishtina: Shtëpija botuese "Milladin Popoviq", 1957 (darin zwei Geschichten aus Solzice)
- Prezhihov Voranc: Lulet e shëngjergjit. Prishtina: Rilindja, 1966

### Bulgarisch
- Prežihov Voranc: Levijat džob. Sofia: Otečestvo, 1985

### Chinesisch
- Linglanhua. Peking: Renmin wenxue chubanshe, 1980

### Deutsch
- Prežihov Voranc: Die linke Rocktasche. Übersetzung: Fritz Frankl. Herrsching: Pawlak, 1985
- Prežihov Voranc: Maiglöckchen. Elf Kindheitsgeschichten.  Übersetzung: Klaus Detlef Olof. Klagenfurt: Drava; [Trieste]: Editoriale stampa triestina, cop. 1985
- Prežihov Voranc: Maiglöckchen. Neuübersetzung: Klaus Detlef Olof. Klagenfurt; Salzburg: Wieser, cop. 1993

### Italienisch
- Prežihov Voranc: Mughetti. Brescia: La Scuola, 1966

### Kroatisch
- Prežihov Voranc: Đurđice. Zagreb: Novo pokolenje, 1950
- Prežihov Voranc: Đurđice. Zagreb: Školska knjiga, 1957
- Prežihov Voranc: Đurđice. Zagreb: Školska knjiga, 1963
- Prežihov Voranc: Đurđice. Zagreb: Naša djeca, 1968
- Prežihov Voranc: Đurđice. Zagreb: Školska knjiga, 1980
- Prežihov Voranc: Đurđice. Zagreb: Školska knnjiga, 1981
- Prežihov Voranc: Đurđice. Zagreb: Školska knjiga, 1983

### Makedonisch
- Prežihov Voranc: Momini solzi. Skopje: Kočo Racin, 1953
- Prežihov Voranc: Momina solza. Skopje: Kultura, 1962
- Prežihov Voranc: Momina solza. Skopje: Kultura, 1965
- Prežihov Voranc: Momina solza. Skopje: Makedonska knjiga, 1968

### Rumänisch
- Lăcrămioarele. Novi Sad: Institutul pentru editarea manualelor ; Zavod za izdavanje udžbenika, 1991

### Russisch
- Prežihov Voranc: Landyši. Moskau: Gosudarstvennoe izdatel'stvo hudožestvennoj literatury, 1959

### Serbisch
- Prežihov Voranc: Đurđevak. [Belgrad]: Novo pokolenje, 1949
- Prežihov Voranc: Đurđevak. Belgrad: Novo pokolenje, 1952
- Prežihov Voranc: Đurđevak. Belgrad: Dečja knjiga, 1958
- Prežihov Voranc: Đurđevak ; Nagrada. Belgrad: Mlado pokolenje, 1961
- Vladimir Nazor, Voranc Prežihov, Vančo Nikolenski: Pripovetke. Belgrad: Mlado pokolenje, 1971
- Vladimir Nazor: Veli Jože/Prežihov Voranc:  Đurđevak. Belgrad: Prosveta, 1974
- Voranc Prežihov: Đurđevak. Belgrad: Neolit [etc.], 1978
- Prežihov Voranc: Đurđevak. Novi Sad: Zavod za izdavanje udžbenika, 1980
- Prežihov Voranc: Đurđevak. Belgrad: Nolit : Prosveta : Zavod za udžbenike i nastavna sredstva, 1980
- Prežihov Voranc: Đurđevak. Belgrad: Nolit : Prosveta : Zavod za udžbenike i nastavna sredstva, 1981
- Prežihov Voranc: Đurđevak i druge priče. Titograd: Republički zavod za unapređivanje školstva, 1981
- Prežihov Voranc: Đurđevak. Novi Sad: Zavod za izdavanje udžbenika, 1983
- Voranc Prežihov: Đurđevak. Belgrad: Nolit : Prosveta : Zavod za udžbenike i nastavna sredstva, 1983
- Prežihov Voranc: Đurđevak. Belgrad: Nolit, 1986
- Prežihov Voranc: Đurđevak. Sarajevo: "Veselina Maleša", 1987
- Voranc Prežihov: Đurđevak. Belgrad: Nolit, 1987
- Voranc Prežihov: Đurđevak. Belgrad: Nolit, 1988
- Prežihov Voranc: Đurđevak i druge priče. Titograd: Republički zavod za unapređivanje vaspitanja i obrazovanja, 1989
- Prežihov Voranc: Đurđevak. Novi Sad: Zavod za izdavanje udžbenika, 1990
- Prežihov Voranc: Đurđevak. Novi Sad: Zavod za izdavanje udžbenika, 1992

### Serbokroatisch
- Prežihov Voranc: Izbor. Sarajevo: Svjetlost, 1960 (darin Guten Morgen)
- Prežihov Voranc: Đurđevak. Sarajevo: Svjetlost, 1961
- Prežihov Voranc: Durđevak. Sarajevo: Svjetlost, 1964
- Prežihov Voranc: Đurđevak. Sarajevo: Svjetlost, 1969
- Prežihov Voranc: Đurđevak. Sarajevo: Svjetlost, 1977
- Prežihov Voranc: Đurđevak. Sarajevo: Svjetlost, 1980
- Prežihov Voranc: Đurđevak. Sarajevo: Svjetlost, 1984
- Prežihov Voranc: Đurđevak. Sarajevo: "Veselin Maleša", 1984
- Voranc Prežihov: Đurđevak. Beograd: Nolit : Prosveta : Zavod za Udžbenike i nastavna sredstva, 1984
- Prežihov Voranc: Đurđevak. Sarajevo: "Veselin Maleša", 1987
- Prežihov Voranc: Đurđevak. Sarajevo: Svjetlost, 1987
- Prežihov Voranc: Đurđevak. Sarajevo: Svjetlost, 1989
- Prežihov Voranc: Đurđevak. Sarajevo: Svjetlost, 1989
- Prežihov Voranc: Dobro jutro. Ljubljana: Vodnikova domačija, Kulturni vikend djece iz BiH, 1994

### Slowakisch
- Prežihov Voranc: Konvalinky. Petrovec: Bratstvo-Jednota, 1952
- Prežihov Voranc: Konvalinky. Ljubljana: Mladinska knjiga, 1968

### Tschechisch
- Prežihov Voranc: Slzičky. Prag: Státní nakladatelství détske knihy, 1959

### Türkisch
- Prejihov Voranc: Çigdem. Üsküp: Nova makedoniya : Detska radost, 1965

### Ungarisch
- Prezsihov Voranc: Gyöngyvirág. Újvidék: Testvériség-Egység, 1951
- Gyöngyvirág. Novi Sad: Tankönyvkiadó Tntézet : Zavod za izdavanje udžbenika, 1991

### Belarussisch
- Prežyhau Voranc: Padarunki. Minsk: Junactava, 1986

## Verfilmung
- Solzice. Regie: Milena Ogorelec. Ljubljana : RTV, 1974